# مخزن سوخت

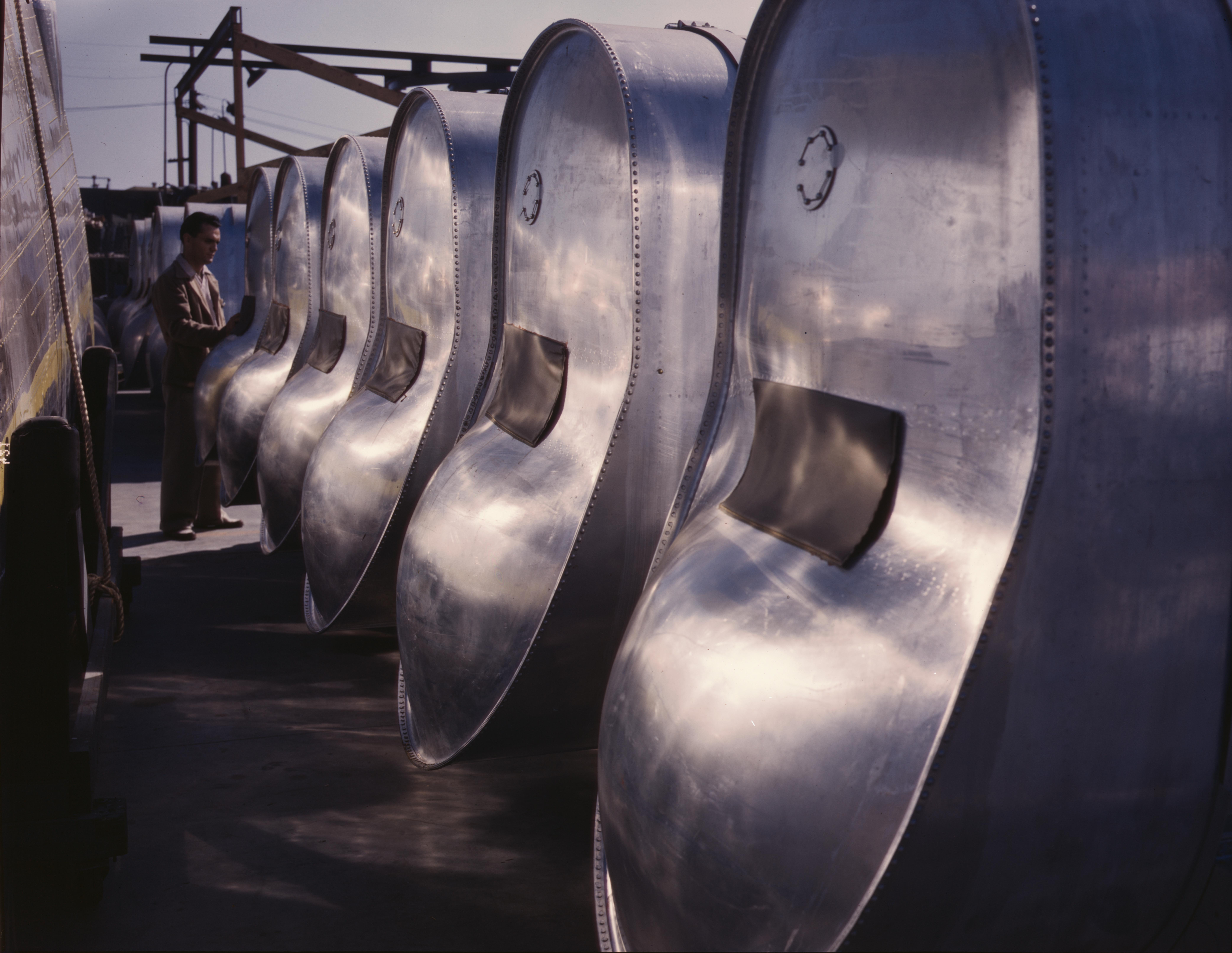
مخزن سوخت بمب افکن بی -۲۵

مخزن سوخت (به انگلیسی: Fuel tank) یا باک بنزین یک مخزن ایمن برای نگهداری سوخت قابل اشتعال است.
اگرچه می‌توان این نام را برای انواع مخازن سیال به کار برد اما این اصطلاح به‌طور اختصاصی به عنوان بخشی از سامانه موتور است که وظیفه ذخیره کردن سوخت مایع یا سوخت گازی برای تأمین نیاز موتور را دارد.
مخازن سوخت از نظر اندازه و پیچیدگی متفاوت هستند مانند مخازن پلاستیکی کوچک و مخازن گاز بوتان یا مخزن خارجی شاتل فضایی.

## پیرامون واژه
واژهٔ «باک» برای مخزن در فارسی از زبان روسی (бак) وام گرفته شده‌است.